# 서경문화재연구원
서경문화유산연구원은 문화유산에 대한 조사․발굴, 연구․교육, 보존․관리, 보호․전시 및 활용을 통하여 민족문화를 선양하고 문화발전에 기여함을 목적으로 2009년 9월 4일 설립된 문화체육관광부 소관의 재단법인이다. 사무실은 경기도 용인시 처인구 중부대로 1758번길  83-7번지 (마평동)에 위치한다.

## 주요 사업
- 문화유산 학술연구 및 자료 발간
- 매장문화재 지표조사 및 현황조사
- 매장문화재 발굴조사 및 보존사업
- 기타 법인의 목적 달성에 필요한 사업